# 利蘭 (伊利諾伊州)
利蘭（英語：Leland）是位於美國伊利諾伊州拉薩爾縣的一個村落。

## 地理
利蘭的座標為41°36′45″N 88°47′58″W / 41.61250°N 88.79944°W，而該地最高點為海拔高度212米（即696英尺）。

## 人口
根據2010年美國人口普查的數據，利蘭的面積為1.38平方千米，當中陸地面積為1.38平方千米，而水域面積為0.00平方千米。當地共有人口977人，而人口密度為每平方千米707人。